# 秦海翔
秦海翔（1969年7月—），男，汉族，河南虞城人，中华人民共和国政治人物。现任中华人民共和国住房和城乡建设部党组成员、副部长。